# Cuverville-sur-Yères

Cuverville-sur-Yères este o comună în departamentul Seine-Maritime, Franța. În 1 ianuarie 2022 avea o populație de 193 de locuitori.